# 애순핑크 크릭 전투

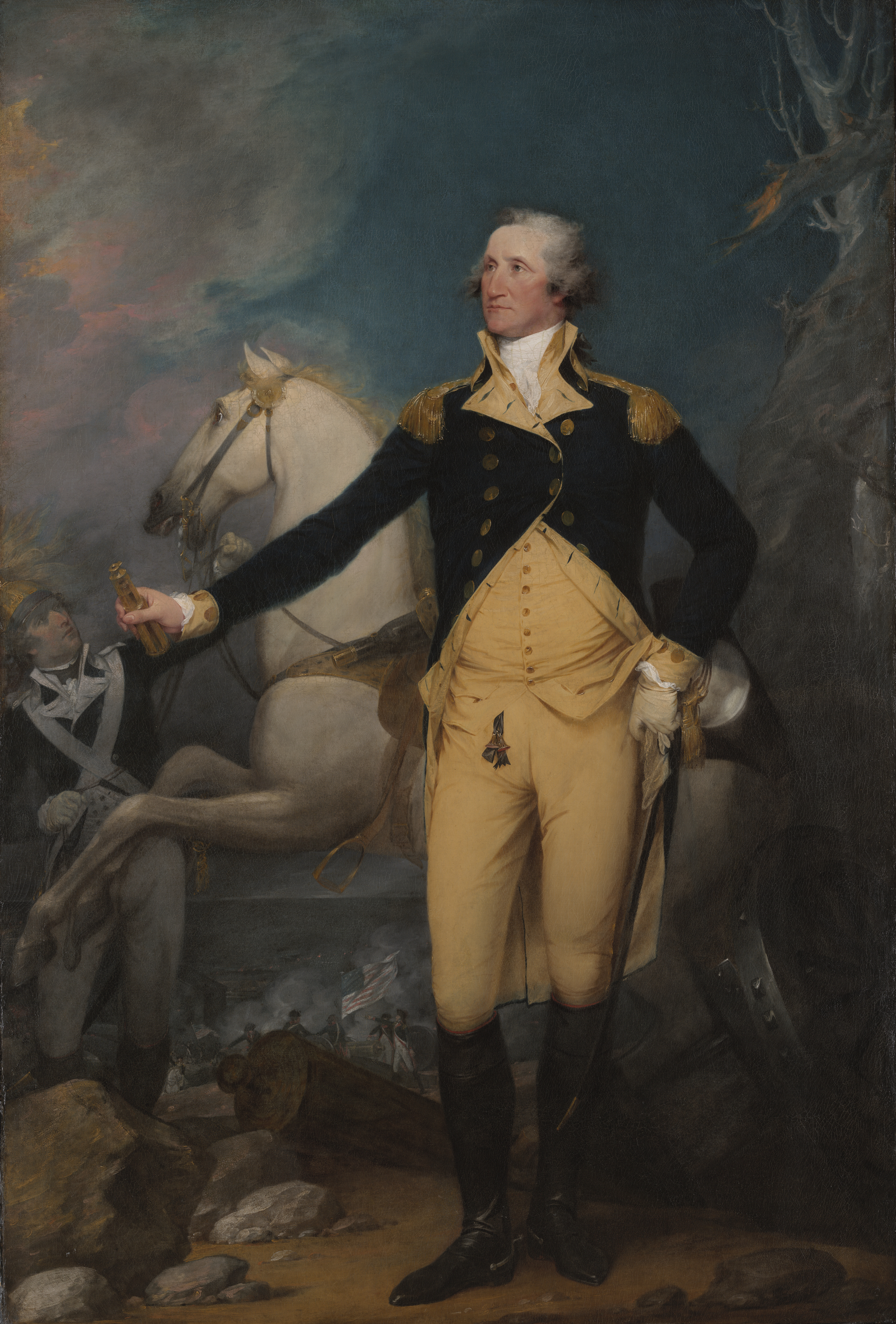
조지 워싱턴

애순핑크 크릭 전투(Battle of the Assunpink Creek 또는 제2차 트렌턴 전투)는 미국 독립 전쟁 중 뉴저지의 트렌턴에서 1777년 1월 2일에 벌어진 미국과 영국의 교전이었다. 결과는 미국의 승리로 끝났다. 1776년 12월 26일 아침, 트렌턴 전투의 결과를 보고받고, 워싱턴과 참도들은 영국군에 반격을 가하기로 결정했다. 트렌턴에서 요격하기로 결정하고 애순핑크 크릭 남쪽에 방어 진지를 구축하고 기다리고 있었다.
영국군 찰스 콘월리스 장군은 주둔지에서 남쪽으로 부대 대부분인 5000명을 이동시키고, 찰스 모후드에게 1400명을 별동대로 맡겨 프린스턴에 남게 했다. 본대는 미군의 지연 전술로 방해를 받았기 때문에 저녁까지 트렌턴에 도착하지 못했다. 세 번의 공격으로 미군을 격멸하지 못했기 때문에, 영국군은 다음날 교전을 위해 조직을 정비하고 하룻밤을 보냈다. 다음날 프린스턴 전투에서 별동대는 이 문제를 해결한 워싱턴이 지휘하는 대륙군에게 패배했고, 영국군은 뉴저지에서 겨울 동안 철수해야 했다.

## 트렌턴 전투 후
1776년 12월 25일, 대륙군(미국군)의 총사령관 조지 워싱턴은 델라웨어강을 군대를 이끌고 넘어와 트렌턴에 있는 독일인 용병 주둔지를 공격했다. 대륙군에게 포위된 용병은 어이없이 완패 당했다. 워싱턴은 다시 강을 건너, 펜실베이니아의 숙영지로 돌아와 30일, 병력을 트렌턴으로 이동시켜, 애순핑크 크릭 남쪽에 군대를 배치했다.

### 워싱턴의 제안
트렌턴에서 워싱턴은 난제에 부딪쳐 있었다. 소수를 제외하고는 모든 병력의 징병 기간이 12월 31일로 끝나기 때문에, 사병들을 설득해 징병 기간 연장을 승인받지 않는 한 군대가 싸우지 않고 붕괴될 것이라는 것을 알고 있었다. 따라서 30일에, 병사들에게 10달러의 상금과 1개월 연장 근무를 요청했다. 또한 무료로 지원병을 모집했지만 아무도 응하지 않았다. 워싱턴은 말 위에서 부대의 이전을 둘러싸고 군인들에게 호소했다. “우리 용감한 동지들이여! 제군들 모두는 내가 명령한 것을 기대할 수 있는 이상으로 달성해 주었다. 그러나 국가는 위기에 처해 있다. 제군들의 아내와 가정, 그리고 소중한 모든 것들이 달려 있다. 모두가 피곤하고, 괴롭다. 그러나 더 참아야 한다고 요구하는 것을 용서해 주길 바란다. 이후 한달동안 더 복무를 해주는 것에 동의한다면, 자유와 이 나라를 지키기 위해 군대에서 일할 수 있지만, 이런 기회는 앞으로 다시는 없을 것이다.”
처음에는 아무도 나서지 않았지만, 한 군인이 나섰다. 그리고 몇 명을 제외한 모든 군인이 모두 나섰다.

### 전투 준비
1월 1일, 대륙회의에서 트렌턴으로 군자금을 보내, 병사들에게 약속한 보상금이 분배되었다. 또한 워싱턴에게 일련의 결의도 보내왔다. 그 결의 중 하나는 그에게 군사적 독재자에 가까운 권한을 부여하고 있었다. 워싱턴은 결단을 내리고, 트렌턴에 머물며 싸우게 했다. 그리고 크로스윅스에 있던 존 캐드월래더 장군에게 1800명의 민병대와 함께 트렌턴에서 합류할 것을 명했다. 31일 워싱턴은 영국군 찰스 콘월리스 장군이 이끄는 8,000명의 군대가 대륙군을 공격하기 위해 트렌턴으로 이동하고 있다는 정보를 얻었다.

## 같이 보기
- 미국 독립 전쟁
- 트렌턴 전투
- 프린스턴 전투